# Tiếng Tây Ban Nha Venezuela
Tiếng Tây Ban Nha Venezuela (castellano venezolano hoặc español venezolano) chỉ đến phương ngữ tiếng Tây Ban Nha được nói ở Venezuela.
Tiếng Tây Ban Nha được đưa tới Venezuela bởi người thực dân. Hầu hết trong số họ đến từ Galicia, xứ Basque, Andalusia hoặc Quần đảo Canaria. Tiếng nói của địa phương cuối cùng là thứ ảnh hưởng cơ bản nhất đối với tiếng Tây Ban Nha Venezuela hiện đại, và giọng Canaria và Venezuela thậm chí có thể không thể phân biệt được với giọng của người nói tiếng Tây Ban Nha khác.
Những người nhập cư Ý và Bồ Đào Nha từ cuối thế kỷ 19 và đầu thế kỷ 20 cũng có ảnh hưởng; họ ảnh hưởng đến từ vựng và giọng của nó, với ngữ điệu nhẹ nhàng, giống như tiếng Tây Ban Nha Rioplata.. Những người định cư Đức cũng để lại ảnh hưởng khi Venezuela được Quốc vương Tây Ban Nha ký hợp đồng nhượng bộ cho nhóm ngân hàng Welser Đức (Klein-Venedig, 1528-1546).
Người Tây Ban Nha cũng mang đến những từ nô lệ châu Phi, vốn là nguồn gốc của cách diễn đạt như chévere ("xuất sắc, tuyệt vời"), xuất phát từ ché egberi tiếng Yoruba. Các từ phi Rôman khác đến từ các ngôn ngữ bản địa, chẳng hạn như guayoyo (một loại cà phê) và caraota (đậu đen).